# Quechualia cardenasii
Quechualia cardenasii là một loài thực vật có hoa trong họ Cúc. Loài này được (H.Rob.) H.Rob. miêu tả khoa học đầu tiên năm 1993.